# Liste des musées de Lyon
La liste des musées de Lyon présente les musées de la ville de Lyon.

## Liste des musées en activité
| Nom du musée                                               | Commune         | Adresse                                   | Coordonnées                      | Thèmes | Labels                                   | Dateouverture   | Datefermeture | Fréq.                      | Illustration    |
| ---------------------------------------------------------- | --------------- | ----------------------------------------- | -------------------------------- | --- | ---------------------------------------- | --------------- | ------------- | -------------------------- | --------------- |
| Musée des soieries Brochier                                | Lyon (2e arr.)  | Grand Hôtel-Dieu, 18, quai Jules-Courmont | à géolocaliser                   | |                                          | 2022            |               |                            | Image manquante |
| Musée Jean-Couty                                           | Lyon (9e arr.)  | 1, place Henri-Barbusse                   | 4° 49′ 45″ nord, 45° 47′ 54″ est | |                                          | 2017            |               |                            |                 |
| Le Petit Musée de Guignol                                  | Lyon (5e arr.)  | 6, rue Saint-Jean                         | 48° 51′ 24″ nord, 2° 21′ 08″ est | Histoire/Art local |                                          | 2005            |               |                            |                 |
| Mémorial national de la prison de Montluc                  | Lyon (3e arr.)  | 4, rue Jeanne-Hachette                    | 45° 45′ 01″ nord, 4° 51′ 43″ est | Seconde Guerre mondiale |                                          | 2010            |               |                            |                 |
| Musée d'art contemporain de Lyon                           | Lyon (6e arr.)  | 81, quai Charles-de-Gaulle                | 45° 47′ 03″ nord, 4° 51′ 09″ est | Art contemporain | Label musée de France                    | 1995            |               | 108 484 (2022)             |                 |
| Musée des Beaux-Arts de Lyon                               | Lyon (1er arr.) | 20, place des Terreaux                    | 45° 46′ 01″ nord, 4° 50′ 01″ est | Antiquités égyptiennes, grecques et romaines, peintures du XIVe au XXIe siècle, sculptures, objets d'art, pièces et médailles, arts graphiques | Label musée de France                    | 1801            |               | 294 000 (2022)             |                 |
| Centre d'histoire de la résistance et de la déportation    | Lyon (7e arr.)  | 14-16, avenue Berthelot                   | 45° 44′ 48″ nord, 4° 50′ 08″ est | Histoire de la Résistance et de la déportation                                                                                                 | Label musée de France                    |                 |               | 60 925 (2018)              |                 |
| Musée des Confluences                                      | Lyon (2e arr.)  | 86, quai Perrache                         | 45° 43′ 58″ nord, 4° 49′ 06″ est | Histoire naturelleCollection d'arts et métiers                                                                                                 | Label musée de France                    | 2014            |               | 671 597 (2023)             |                 |
| Musées Gadagne                                             | Lyon (5e arr.)  | 1, place du Petit-Collège                 | 45° 45′ 51″ nord, 4° 49′ 39″ est | Histoire de Lyon / Marionnettes | Label musée de France · Classé MH (1920) | 1921            |               | 78 147 (2018)              |                 |
| Lugdunum                                                   | Lyon (5e arr.)  | 17, rue Cléberg                           | 45° 45′ 38″ nord, 4° 49′ 12″ est | Histoire antique | Label musée de France                    | 1975            |               | 160 000 (2023)             |                 |
| Musée de l'Imprimerie                                      | Lyon (2e arr.)  | 13, rue de la Poulaillerie                | 45° 45′ 52″ nord, 4° 50′ 05″ est | Imprimerie | Label musée de France                    | 1964            |               | 41 390 (2018)              |                 |
| Institut Lumière                                           | Lyon (8e arr.)  | 25, rue du Premier-Film                   | 45° 44′ 43″ nord, 4° 52′ 13″ est | Cinéma | Label Maisons des Illustres              | 1994            |               | 48 000 (2022)              |                 |
| Musée des moulages                                         | Lyon (3e arr.)  | 87, cours Gambetta                        | 45° 45′ 08″ nord, 4° 51′ 17″ est | Sculpture |                                          | 1893            |               |                            |                 |
| Musée des Tissus et des Arts décoratifs                    | Lyon (2e arr.)  | 34, rue de la Charité                     | 45° 45′ 12″ nord, 4° 49′ 55″ est | Tissus | Label musée de France                    | 1864            |               | 54 124 (2018)              |                 |
| Musée urbain Tony-Garnier                                  | Lyon (8e arr.)  |                                           | 45° 44′ 10″ nord, 4° 51′ 46″ est | Urbanisme |                                          |                 |               |                            |                 |
| Maison des Canuts                                          | Lyon (4e arr.)  | 10 et 12, rue d'Ivry                      | 45° 46′ 38″ nord, 4° 50′ 02″ est | CanutsMétiers à tisser |                                          | 1970            |               | 42 300 (2018)26 140 (2008) |                 |
| Musée des miniatures et décors de cinéma                   | Lyon (5e arr.)  | 60 rue Saint-Jean                         | 45° 45′ 44″ nord, 4° 49′ 38″ est | Décors de cinéma |                                          | 1990            |               | 310 000 (2022)             |                 |
| Musée dentaire de Lyon                                     | Lyon (8e arr.)  | 11, rue Guillaume-Paradin                 | 45° 44′ 18″ nord, 4° 53′ 16″ est | Histoire de la médecine |                                          | 1979            |               |                            |                 |
| Musée d'histoire de la médecine et de la pharmacie de Lyon | Lyon (8e arr.)  | 8, avenue Rockefeller                     | 45° 44′ 29″ nord, 4° 52′ 50″ est | Histoire de la médecine |                                          | 1896            |               |                            |                 |
| Musée des sapeurs-pompiers                                 | Lyon (9e arr.)  | 358, avenue de Champagne                  | 45° 47′ 27″ nord, 4° 47′ 53″ est | Pompiers |                                          | 1971            |               | 10 000 (2019)              |                 |
| Musée d'histoire militaire                                 | Lyon (7e arr.)  | 22, avenue Leclerc                        | 45° 44′ 23″ nord, 4° 49′ 38″ est | Histoire militaire |                                          | 2006            |               |                            |                 |
| Musée de Fourvière                                         | Lyon (5e arr.)  | 8, place de Fourvière                     | 45° 45′ 43″ nord, 4° 49′ 21″ est | Art religieux |                                          | 1960            |               |                            |                 |
| Musée de l'institut franco-chinois                         | Lyon (5e arr.)  | 2, rue Sœur-Bouvier                       | 45° 45′ 17″ nord, 4° 48′ 40″ est | Histoire |                                          | 2014            |               |                            |                 |
| Classe-musée de la Plaine                                  | Lyon (8e arr.)  | 2, rue Général-André                      | 45° 43′ 36″ nord, 4° 52′ 39″ est | Éducation |                                          |                 |               |                            |                 |
| Musée de l'Illusion                                        | Lyon (2e arr.)  | 1, rue Bellecordière                      | 45° 45′ 32″ nord, 4° 50′ 10″ est | Illusions |                                          | 2021            |               |                            |                 |
| Musée du Trésor de la cathédrale Saint-Jean de Lyon        | Lyon (5e arr.)  | Place Saint-Jean                          | 45° 45′ 38″ nord, 4° 49′ 37″ est | Liturgie |                                          |                 |               |                            |                 |
| Cité internationale de la gastronomie de Lyon              | Lyon (2e arr.)  | 1, place de l'Hôpital                     | 45° 45′ 35″ nord, 4° 50′ 11″ est | Gastronomie |                                          | 2019 puis 2022  |               | 61 000 (2023)              |                 |
| Tomaselli Collection                                       | Lyon (9e arr.)  | 22, rue Laure-Diebold                     | 45° 46′ 41″ nord, 4° 48′ 02″ est | Peinture lyonnaise |                                          | 2022            |               |                            | Image manquante |
| Musée des géomètres-experts                                | Lyon (2e arr.)  | 79, cours Charlemagne                     | 45° 44′ 35″ nord, 4° 49′ 17″ est | Histoire du métier de géomètre-expert, instruments de mesure                                                                                   |                                          | 1989            |               |                            |                 |
| Science Expériences                                        | Lyon (2e arr.)  | 32 rue Thomassin                          | 45° 45′ 42″ nord, 4° 50′ 10″ est | Expositions scientifiques à partir de nouvelles technologies                                                                                   |                                          | 18 octobre 2024 |               |                            |                 |

## Liste d'anciens musées de Lyon
| Nom du musée                                      | Commune         | Adresse                  | Coordonnées                      | Thèmes                  | Labels                | Dateouverture | Datefermeture                           | Fréq. | Illustration    |
| ------------------------------------------------- | --------------- | ------------------------ | -------------------------------- | ----------------------- | --------------------- | ------------- | --------------------------------------- | ----- | --------------- |
| Musée d'art et d'industrie du palais de la Bourse | Lyon (2e arr.)  | Place des Cordeliers     | 45° 45′ 50″ nord, 4° 50′ 11″ est | Art                     |                       | années 1860   | XIXe siècle                             |       |                 |
| Musée africain de Lyon                            | Lyon (7e arr.)  | 150, cours Gambetta      | 45° 44′ 59″ nord, 4° 51′ 29″ est | Afrique                 |                       | 1863          | 2017                                    |       |                 |
| Musée des télécommunications                      | Lyon (1er arr.) | 12 bis, rue Burdeau      | 45° 46′ 12″ nord, 4° 49′ 51″ est | Télécommunications      |                       | 1989          | 2002                                    |       | Image manquante |
| Musée d'histoire naturelle - Guimet               | Lyon (6e arr.)  | 28, boulevard des Belges | 45° 46′ 28″ nord, 4° 50′ 53″ est | Histoire naturelle      | Label musée de France | 1772          | 2007                                    |       |                 |
| Musée des Hospices civils                         | Lyon (2e arr.)  | 1, place de l'Hôpital    | à géolocaliser                   | Médecine, beaux-arts    |                       | 1935          | 2010                                    |       |                 |
| Musée Testut-Latarjet                             | Lyon (8e arr.)  | 8, avenue Rockefeller    | 45° 44′ 30″ nord, 4° 52′ 51″ est | Histoire de la médecine |                       | 1854          | déménagement à Rillieux-la-Pape en 2015 |       |                 |
| Musée des automates (en)                          | Lyon (5e arr.)  | 100, rue Saint-Georges   | 45° 45′ 22″ nord, 4° 49′ 27″ est | Automates               |                       |               | 28 mars 2022                            |       |                 |